# انس اوزدمیر
انس اوزدمیر (متولد ۲۰۰۲) کاراته‌کای ترکیه‌ای است که در رشته کاتا شرکت می‌کند. او در مسابقات قهرمانی کاراته اروپا ۲۰۲۱ که در پورچ، کرواسی برگزار شد، مدال طلای مسابقات کاتای تیمی را کسب کرد. وی در مسابقات جهانی کاراته ۲۰۲۱ که در دبی امارات متحده عربی برگزار شد، در بخش کاتای تیمی مدال برنز را کسب کرد.